# Cupressus gigantea
Cupressus gigantea là một loài thực vật hạt trần trong họ Cupressaceae. Loài này được W.C.Cheng & L.K.Fu mô tả khoa học đầu tiên năm 1975.